# Komedies van Shakespeare

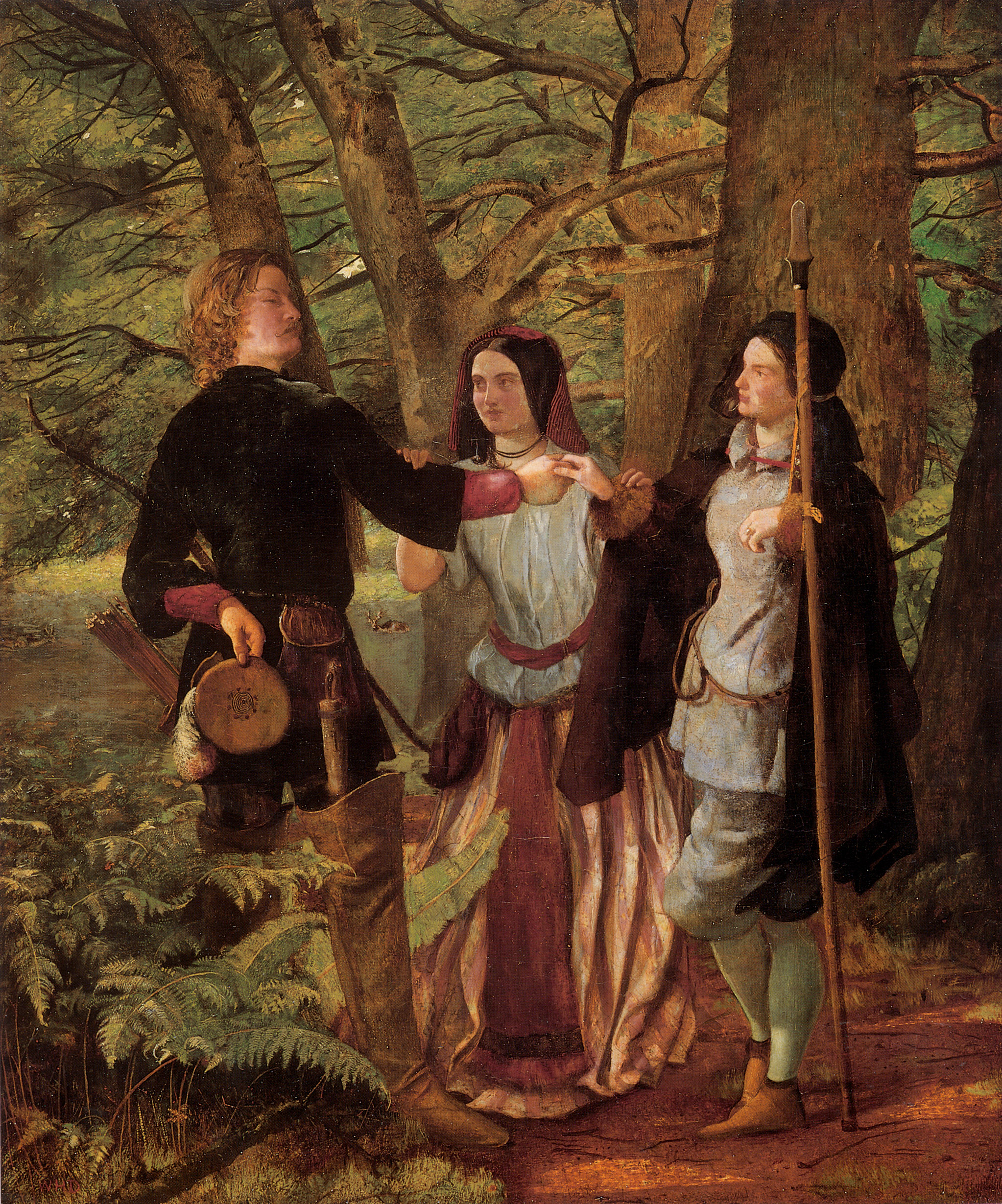
Walter Howard: A Scene from As You Like It

In de First Folio van 1623 werden de toneelstukken van William Shakespeare gegroepeerd in drie categorieën: drama's, komedies, en historische stukken. Shakespeares komedies hebben de tand des tijds doorstaan en worden nu nog over heel de wereld opgevoerd.
Ben Jonson schrijft in zijn inleidende gedicht voor de First Folio dat Shakespeares tragedies die van zijn tijdgenoten overtroffen, en konden wedijveren met de beste toneelstukken van Aeschylus, Euripides en Sophocles. Zijn komedies kon echter niemand, zelfs geen Aristophanes, Plautus of Terentius, evenaren.
Shakespeares komedies gaan over liefde en huwelijk in soms sprookjesachtige settings. Zo is het huwelijk in A Midsummer Night's Dream het belangrijkste thema en het verhaal speelt zich af in 'Fairyland', waar we de liefdesperikelen volgen van Oberon en Titania, de koning en koningin van Fairyland. Ook The Taming of the Shrew gaat over liefde en huwelijk, deze keer met de huwbare, maar koppige koningsdochter Katherine die uiteindelijk haar 'meester' zal vinden in een zekere Petrucio. Shakespeare schrijft meesterlijke komedies met ingewikkelde plots, vreemde personages en onverwachte wendingen, steeds in een onnavolgbare humoristische, poëtische stijl. Sommige van zijn komedies zoals Measure for Measure en All's Well That Ends Well vormen een vreemde mix van humor en tragedie, waardoor ze ook al eens als probleemstukken, 'problem plays', getypeerd worden.

## Kenmerken en thematiek
Shakespeares komedies volgen aanvankelijk, zoals in The Comedy of Errors, de stijl en voorschriften van de Nieuwe komedie, waarna hij stilaan zijn eigen stijl begint te ontwikkelen. The Tempest is een voorbeeld van zijn latere komedies die vrijer geconstrueerd zijn. In zijn komedies gaat Shakespeare verder dan eigen en particuliere aangelegenheden te behandelen. Zo onderzoekt hij bijvoorbeeld hoe het gezin en de persoonlijke aangelegenheden van een heerser diens politiek voor het hele koninkrijk kunnen beïnvloeden.
Komedies van Shakespeare hebben de volgende kenmerken:
- Shakespeares romantische komedies spelen zich af in een fantasierijke omgeving, ver weg van de saaie en sombere wereld van het dagelijks leven;
- het thema van de liefde is in elke komedie aanwezig; meestal moet verliefden obstakels overwinnen vooraleer ze verenigd kunnen worden;
- slimme woordspelingen, metaforen en beledigingen;
- vermenging van het tragische en het komische; omgekeerd hebben zijn tragedies komische intermezzo's;
- persoonsverwisselingen; personages spelen ook scènes in vermomming en het is niet ongewoon voor vrouwelijke personages om zichzelf te vermommen als man;
- meerdere met elkaar verweven verhaallijnen; meer wendingen dan in zijn tragedies en historiestukken;
- de komische heldinnen zijn veel levendiger en interessanter dan hun mannelijke tegenhangers.

## Lijst van komedies van Shakespeare
- All's Well That Ends Well
- As You Like It
- The Comedy of Errors
- Cymbeline
- Love's Labour's Lost
- Measure for Measure
- The Merchant of Venice
- The Merry Wives of Windsor
- A Midsummer Night's Dream
- Much Ado About Nothing
- Pericles, Prince of Tyre
- The Taming of the Shrew
- The Tempest
- The Two Gentlemen of Verona
- The Two Noble Kinsmen
- The Winter's Tale
- Twelfth Night